# 洪化県
洪化県（こうか-けん）は中華人民共和国甘粛省にかつて存在した県。現在の隴南市武都区東部に相当する。
南北朝時代、西魏により設置され北周が成立すると廃止された。